# ギル・アメリオ
ギルバート・フランク・アメリオ (Gilbert Frank Amelio)、通称ギル・アメリオ （Gil Amelio, 1943年3月1日 - ）はアメリカ合衆国の企業家・電子工学者。工学博士（ジョージア工科大学）。

## 経歴

### Apple以前
1943年、ニューヨークでイタリア移民の子供として生まれた。父親は軍人で、パットンの戦車隊に属していた。生まれた直後、母親に連れられてフロリダ州のマイアミに移り、そこで高校生まで育った。ジョージア工科大学の奨学金付きコースへと進学し、物理学を専攻する。その後、7年間という速さで博士号を取得した。
卒業後の1968年にベル研究所へ就職し、そこでCCDの生産技術の開発チームの一員となった。CCD発明者の1人という栄誉も持った。その後、フェアチャイルドセミコンダクターに移って青色LEDの研究を行った。さらに彼はロックウェルへと移り、生産する製品を絞るなどの方法で半導体部門の建て直しを指揮した。その手腕が認められ、1991年3月27日にナショナル・セミコンダクターのCEOに就任し、同社の再建に尽力した。彼は半導体業界で「再建屋」との称号を得た。

### Apple時代
1994年11月、創業からの取締役であったマイク・マークラに請われて、業績の悪化していたApple Computerの取締役会のメンバーとなり、1996年2月、CEOに就任した。当時Appleにあった300の開発案件を整理統合して50にまとめた。Macintoshの過剰在庫も処分し、オーソドックスな手法での再建を目指したが、最も難題だったのは次世代Mac OSのプロジェクトCoplandであった。エレン・ハンコックの調査により、結局は自社開発を断念し、1996年8月、ボストンで開催されたMacworld Expoで、CoplandをコードネームHarmony、Tempoと半年ごとにマイナーバージョンアップで提供すると発表した。
Coplandの代わりとなる次世代Mac OSの基盤技術に目処をたてる必要に迫られた。ギルは、ナショナル・セミコンダクターの部下であったエレン・ハンコックをAppleのCTOに迎え、その仕事を担当させていた。Coplandの代わりとなるOSは、OS/2, Windows NT, Solaris, BeOSが候補に上がっていた。とくに、Apple出身のジャン＝ルイ・ガセーの率いるBe社が開発中のBeOSは最有力候補と見られていた。しかし、Be社の示す買収金額とAppleの提示の溝はなかなか埋まらなかった。
1996年11月26日、Apple創業者でもあるNeXTのスティーブ・ジョブズからOPENSTEPの売り込みが入った。ガセーの態度に不信をもつようになっていたギルは、実績があるNeXTの技術をMac OS後継の第一候補として考えはじめる。最終的にはOPENSTEPとBeOSをプレゼンテーションにかけて決定することとし、同年の12月10日、ジョブズとガセーをApple本社に呼び、最終決定を行うプレゼンテーションを開催した。
この結果、1996年12月20日に次世代Mac OSの選択肢としてOPENSTEPを選択し、NeXTの買収を決定。翌年2月に正式に買収した。当初はジョブズとの友好関係を強調してみせていたが、すぐにジョブズと意見が対立して1997年7月にCEOを退任した。
なお、アメリオによって発表されたMac OSのリリースプランはジョブズが経営の実権を握った後も踏襲され、1998年に8.1、続いて8.5（Allegro）、1999年に8.6、9.0（Sonata）とほぼ半年ごとにリリースされている。

### Apple退任後
1998年からアメリオはベンチャーキャピタリストになり、起業を支援している。2001年5月、カリフォルニア州サウサリートのベンチャーキャピタル企業であるSienna Venturesのシニアパートナーに就任。2005年にはエレン・ハンコックとスティーブ・ウォズニアックが準創業者であるAcquicor社のCEOを勤めた。2007年初めにAcquicor社は競合するニューポートビーチのJazz Semiconductorを買収した。以来、SECの承認が与えられている。
2001年2月、アメリオはAdvanced Communications Technologies, またはADC社のCEOに就任した。ADCはアメリカとオーストラリアでSpectruCellと呼ばれる無線通信を開発する。SpectruCellはマルチプロトコルをサポートし、ソフトを更新する携帯電話市場において有望である。
アメリオは1996年以来、半導体産業組合の会長であり、マレーシア政府のマルチメディア・スーパーコリドーの助言者である。彼は現在または以前からAT&T, Pacific Telesis, Chiron, セマテック、ジョージア工科大学諮問委員会(会長として)とアメリカン・フィルム・インスティチュートのディレクターでもある。2003年6月にはRipcord Networksの会長になった;Appleの共同創業者であるスティーブ・ウォズニアック、外部CTOであるエレン・ハンコックと他のApple時代の卒業生が加わった。
2005年10月、Vanguard PAC（現TheVanguard.Org）の経営陣に助言者として加わった。
アメリオはIEEEフェローで16の特許を取得して3冊の本を著している。An American Imperative (1993), Profit from Experience (1995) and On the Firing Line: My 500 Days at Apple (1998),後の2冊はビジネスベストセラーとなった。My 500 Days at Appleは『アップル薄氷の500日』として翻訳され日本でもSBクリエイティブから出版された。1991年IEEE井深大コンシューマー・エレクトロニクス賞受賞。